# اونیکس (کالیفرنیا)
اونیکس (به انگلیسی: Onyx) یک منطقهٔ مسکونی در ایالات متحده آمریکا است که در شهرستان کرن، کالیفرنیا واقع شده‌است. اونیکس ۲۹٫۸۶۰ کیلومتر مربع مساحت و ۴۷۵ نفر جمعیت دارد و ۸۵۲ متر بالاتر از سطح دریا واقع شده‌است.